# Stéphane Belhomme
Stéphane Belhomme, né le 19 novembre 1995 à Saint-Louis (La Réunion), est un joueur international français de beach soccer. Il évolue au poste d'attaquant.
Belhomme intègre le Grande Motte Pyramide Beach Soccer avec qui il est triple champion de France en 2016 puis 2018 et 2019.
International français à partir de 2016, Stéphane Belhomme est couramment convoqué et buteur. Il participe à la troisième place acquises lors des Jeux méditerranéens de plage de 2019.

## Biographie
Stéphane Belhomme naît le 19 novembre 1995 à Saint-Louis, sur l'île de la Réunion. 

### En club
En juillet 2017, Stéphane Belhomme et son club Grande Motte Pyramide Beach Soccer remporte le premier championnat d'Occitanie. Belhomme marque cinq buts et est élu meilleur attaquant de la compétition. 
En 2019, il prolonge avec le Grande Motte PBS.
En 2025, le MHSC Beach Soccer annonce la signature de Belhomme.

### En équipe nationale
Début avril 2017, Stéphane François, le sélectionneur de l'équipe de France de beach soccer, le retient pour la double confrontation amicale de début de saison, au Portugal.
En 2018, après avoir participé aux deux premiers matches de l'année en Angleterre, Belhomme fait partie de la sélection pour la première étape de l'Euro Beach Soccer League à Bakou.
Stéphane Belhomme fait partie de l'équipe de France qui termine troisième des Jeux méditerranéens de plage 2019. Lors de la première rencontre, il participe à la plus grande victoire de l'histoire de la sélection tricolore avec un doublé contre l'Albanie (19-1). Après une défaite face à l'Italie, pour le troisième match de groupe, il marque face à la Libye pour une victoire qui assure la participation au match pour la médaille de bronze.

## Statistiques en équipe de France
| Années     | 2016 | 2017 | 2018 | 2019 | Total |
| ---------- | ---- | ---- | ---- | ---- | ----- |
| Sélections | 7    | 5    | 5    | 4    | 21    |
| Buts       | 7    | 3    | 1    | 5    | 16    |

## Palmarès
- Jeux méditerranéens de plage
  - Troisième : 2019

- Championnat de France (3)
  - Champion : 2016, 2018 et 2019
  - Troisième : 2017